# Люксембург, Аркадий Петрович
Аркадий Петрович Люксембург (рум. Arkady Luxemburg; род. 15 марта 1939, Житомир, Украинская ССР, СССР) — молдавско-американский композитор и педагог. Заслуженный деятель искусств Молдавской ССР.

## Биография
Аркадий Люксембург родился в 1939 году. После окончания средней специальной музыкальной школы по классу фортепиано, теории и композиции поступил в Молдавскую государственную консерваторию и окончил её по классу композиции у Соломона Лобеля в 1964 году. Дипломной работой был 1-й концерт для фортепиано с оркестром.
Работал преподавателем музыкально-теоретических дисциплин и композиции в музыкальном училище им. Няги (ныне музыкальный колледж им. Штефана Няги (1962—1990), Кишинёвской консерватории (AMTAP) (1961—1972), и в (1961—1964) годах в средней специальной музыкальной школе им. Коки (ныне лицей им. Порумбеску).
Среди воспитанников — композитор Владимир Чолак, певицы Надежда Чепрага, София Ротару и другие. А. Люксембург — автор учебников и методических пособий по теории музыки, гармонии и сольфеджио, был музыкальным руководителем эстрадных ансамблей «Людмила» и «Мажория», дипломантом конкурса «Алло, мы ищем таланты!».
С 1990 по 1995 год А. Люксембург работал преподавателем теории музыки и фортепиано в Иерусалимском педагогическом колледже имени Давида Елина. В настоящее время живёт в Сан-Диего, работает в Государственном университете Сан-Диего, Месса Колледже и в Калифорния Балете. Его музыку в Сан-Диего исполняли оркестры «Нью Сити Синфония» (сюита № 2 для струнных), «Тиферет Исраэл Оркестра» («Элегия и Рэгтайм», «Юмореска» для оркестра), «Оркестр Пойнт Лома» (сюита № 1 для струнного оркестра).
Член Союза композиторов Молдавии, СССР, Израиля, и ASCAP (США). Заслуженный деятель искусств Молдавской ССР.

## Творчество
Аркадий Люксембург — автор симфонической картины «Андриеш» по мотивам сказок Е. Букова, симфониэты для оркестра, симфонии для струнного оркестра «Памяти Жертв Холокоста», которая написана под влиянием образов жертв Холокоста музея Катастрофы в Иерусалиме (впервые исполнена и записана Румынским симфоническим оркестром в Бухаресте), а также 2-х фортепианных концертов и концерта для виолончели с оркестром (первый исполнитель — Ион Жосан), 2-х сюит для струнного оркестра, «Молодёжной увертюры», «Вариаций» для оркестра, «Юморески» для оркестра, «Элегии и Рэгтайма» для оркестра, симфонической баллады для голоса с оркестром на стихи А. Кодру, произведений для
фортепиано: сюиты «Акварели», «Памяти Гершвина», «Памяти Шостаковича», пьес для фортепиано, струнных и духовых инструментов, ансамблей, хоров, музыки к фильмам.
В своём творчестве А. Люксембург использует молдавский и американский фольклор и его
юмористические образы («Симфониэта», «Юмореска» для оркестра и других инструментов), джазовые элементы («Элегия и Рэгтайм» для оркестра, Сюита № 2 для струнных, Сюита № 2 для струнного квартета, Сюита для фортепиано «Памяти Гершвина», «Прелюды» для фортепиано, Сюита для
ансамбля саксофонов, Сюита для скрипки и фортепиано, Сюита для виолончели и фортепиано, Сюита для кларнета и фортепиано),
а также современные музыкальные средства, серийную технику.
Исполнители эстрадных песен композитора — Надежда Чепрага, Ион Суручану, Ольга Чолаку, Анастасия Лазарюк, Аура, ансамбль «Контемпоранул» (впоследствии «Норок»), хоровая капелла «Дойна».
А. Люксембург — автор популярных эстрадных песен «În Moldova mea frumoasă» — «В моей красивой Молдавии», «Băieţii veseli» — «Веселые ребята», «My San Diego» — «Мой Сан Диего».

## Краткий список произведений
- для симфонического оркестра — Симфоническая картина «Андриеш» (по мотивам молдавских сказок, слова Е. Букова, 1962);
- для симфонического оркестра Симфониетта (1970);
- для голоса и симфонического оркестра — Баллада (слова А. Кодру, 1975);
- для струнного оркестра — Прелюдия (1967), Четыре молдавские мелодии (1971);
- для фортепиано и симфонического оркестра — Концерт № 1 (1965), Юношеский концерт № 2 (1975);
- для струнного квартета — Сюита (1967), 12 прелюдий (1971);
- для 3 труб и фортепиано — Пьеса (1975);
- для скрипки и фортепиано — Молдавский танец (1960);
- для виолончели и фортепиано — Две пьесы (1976);
- для альта и фортепиано — Вокализ (1960), Баллада (1976);
- для кларнета и фортепиано — Скерцо (1962), Юмореска (1976);
- для трубы и фортепиано — Сюита (1975);
- для тромбона (или тубы) и фортепиано — Прелюдия (1975);
- для контрабаса — Юмореска (1976);
- для голоса и фортепиано — романсы на слова Р. Бернса и молдавских поэтов;
- песни на слова советских поэтов, в том числе «Родина твоя» (Николая Доризо), «Память» (М. Танка), «В моей красивой Молдавии» (Г. Мирона), «Парни Молдовы» (С. Гимпу), «Россия» (В. Духанина), «Железная линия» века (Ю. Павлова), «Молдова» (Ю. Павлова);
- Музыка к фильмам — «Александру Плэмэдялэ» (Реж. А. Кодру), «Мечта моей жизни» (Реж. А. Кодру) и др.

## Более полный список произведений

### Произведения для симфонического оркестра
- 1. «Симфониетта» для оркестра
- 2. Концерт для фортепиано с оркестром № 1
- 3. «Юношеский» концерт для фортепиано с оркестром № 2
- 4. Концерт для виолончели с оркестром
- 5. Сюита № 1 для струнного оркестра
- 6. Сюита № 2 для струнного оркестра
- 7. Фантазия для фортепиано и струнного оркестра
- 8. «Весенние мелодии» симфоническая фантазия для оркестра
- 9. «Каприс» для флейты и струнного оркестра
- 10. «Симфоническая баллада» для голоса с оркестром
- 11. «Вальс» для голоса с оркестром
- 12. Детская сюита для камерного оркестра
- 13. «Мелодия» и «Скерцо» для струнного оркестра
- 14. «Вариации» для оркестра
- 15. «Симфония» для струнных
- 16. «Поэма» для струнных.
- 17. «Элегия» и «Рэгтайм» для оркестра
- 18. «Молодёжная увертюра» для оркестра
- 19. «Юмореска» для оркестра

### Произведения для различных ансамблей
- 1. «Прелюдии» 12 пьес для струнного квартета
- 2. Сюиты для струнного квартета № 1, № 2, № 3
- 3. «Три пьесы» для струнного квартета
- 4. «Колыбельная и Остинато» для квинтета деревянно-духовых инструментов
- 5. «Импровизация и Скерцо» для флейты, виолончели и фортепиано
- 6. «Колыбельная и Юмореска» для брасс-квинтета
- 7. «Хава Нагила» аранжировка для брасс-квинтета
- 8. «Сюита» для 5 саксофонов
- 9. «Блюз и Рок-н-ролл» для 4 тромбонов
- 10. «Романс и Фокстрот» для 4 труб
- 11. 3 пьесы для 4 валторн
- 12. «Прелюдия и Остинато» для 4 скрипок
- 13. «Веселый поезд» для ансамбля скрипачей и фортепиано
- 14. «Пассакалия и Танец» для флейты, валторны и фортепиано
- 15. Сюита для квартета деревянно-духовых инструментов
- 16. Три пьесы для кларнета и фагота
- 17. Три пьесы для скрипки, альта и виолончели

### Произведения для фортепиано
- 1. «Соната» для фортепиано в трех частях (1963)
- 2. Сюита «Акварели», 8 пьес (1977)
- 3. Сюита «Памяти Гершвина», 5 пьес (1978)
- 4. «Сюита» № 2 для фортепиано, 5 пьес (1999)
- 5. «Сонатина» № 1 для фортепиано в трех частях (1968)
- 6. Четыре пьесы для фортепиано (1971)
- 7. Три пьесы «Памяти Шостаковича» (1972)
- 8. «Блюзы» для фортепиано, 8 пьес (1997)
- 9. «Прелюдии» для фортепиано, 5 пьес (1962)
- 10. «Прелюдии» для фортепиано, 12 пьес (1992)
- 11. «Прелюдии» для фортепиано в джазовом стиле, 8 пьес (1997)
- 12. «Детский альбом» для фортепиано, 9 пьес (1972)
- 13. «Детская пьесы» для фортепиано, 7 пьес (1987)
- 14. «Детская сюита» в народном стиле, 8 пьес (1975)
- 15. «Легкие пьесы» для фортепиано, 20 пьес (2000)
- 16. «Альбом для детей и юношества» для фортепиано, 16 пьес (2005)
- 17. «Вариации» для фортепиано (1961)
- 18. «Сюита для клавесина», 4 пьесы
- 19. «Импровизация и Токката» для фортепиано (1980)
- 20. «Прелюдия и Токката» для фортепиано (2006)
- 21. «Настроения», 5 миниатюр для фортепиано (2002)
- 22. «Времена года» для фортепиано, 4 пьесы (2003)
- 23. «Этюды» для фортепиано, 10 пьес (2006)
- 24. «Вариации» на тему Моцарта для фортепиано, 8 пьес (2001)
- 25. «Систематический курс игры на фортепиано», 5 частей 220 пьес (2006)

### Музыка к фильмам
- «Александру Плэмэдялэ» (реж. А. Кодру)
- «Мечта моей жизни» (реж. А. Кодру)

### Другие произведения
А также различные произведения для струнных, медных, деревянно-духовых инструментов, голоса и фортепиано, музыка к фильмам, спектаклям,
произведения для хора и эстрадные песни.